# Ruben Um Nyobe
Ruben Um Nyobè, surnommé « Mpodol » (« celui qui porte la parole des siens », en bassa), c'est-à-dire le « porte-parole », né le 10 avril 1913 à Eog Makon et mort assassiné le 13 septembre 1958 à Libelingoï, près de Boumnyébel (actuel département du Nyong-et-Kéllé, région du Centre), est un militant indépendantiste et anticolonialiste camerounais.

## Enfance
Ruben Um Nyobè est né en 1913 à Song Mpeck non loin de Boumnyébel, ville du Cameroun située dans l'arrondissement de Ngog-Mapubi, à environ 70 km de Yaoundé, de l'union de Nyobé Nsounga et de Ngo Um Nonos, tous deux paysans bassa. Le Cameroun, alors encore sous occupation allemande, se trouve partagé après la Première Guerre mondiale entre la France et le Royaume-Uni.
Um Nyobè est scolarisé dans les écoles presbytériennes de la partie du pays occupée par la France. Il fait partie de la minorité d'indigènes ayant accès à cette scolarisation. Par la suite, il est promu fonctionnaire, d'abord dans le domaine des finances, puis dans l'administration judiciaire.

## Vie privée
Marié à Marthe Françoise Ngo Mayack, Badjôb, en 1944, Um Nyobè s'en serait séparé pour prendre le maquis en 1955. Sa compagne de clandestinité est, jusqu'à sa mort, Marie Ngo Njock Yébga, de laquelle il eut un fils, Daniel, né le 25 avril 1957 dans le maquis. Polyglotte, il parle le français, le bassa, le bulu, et le douala.

## Militantisme pour l'indépendance du Cameroun
| Vidéo externe | |
|               | https://www.youtube.com/watch?v=RfYSBjHV1Vo 8:33 min Panafricain-e-s : Ruben Um Nyobè, le héros oublié du Cameroun, 23 mai 2018, Le monde Afrique |

Il est une des premières personnalités politiques à revendiquer l'indépendance de son pays[réf. nécessaire], le Cameroun, en Afrique francophone, et la réunification des parties orientale (sous tutelle française) et occidentale (sous tutelle britannique).
D'ethnie bassa, Um Nyobè est la figure de proue de la lutte armée pour l'indépendance du Cameroun[réf. nécessaire]. Il est tué en 1958 par l'armée française [réf. nécessaire] alors qu'il menait une rébellion armée. Ses compagnons d'armes furent notamment Félix-Roland Moumié et Ernest Ouandié.

### Débuts
Il devient fonctionnaire et s’intéresse assez tôt à la politique. Il s’engage à la fin des années 1930 dans la Jeunesse camerounaise française (JeuCaFra), une organisation mise sur pied par l’administration française pour contrecarrer la propagande nazie, avant de prendre part, à la fin de la seconde guerre mondiale, au Cercle d’études marxistes – lancé à Yaoundé par l'instituteur et syndicaliste français Gaston Donnat – qui allait devenir une véritable pépinière du nationalisme camerounais. L'association se propose de lutter dans un mème élan contre « le nazisme, le racisme et le colonialisme ». Pour lui, c’est un tournant : « C'est la première fois que je m'assois à la table d'un Blanc : je considère cela comme un grand événement au Cameroun. Je ne l’oublierai pas. »

### Syndicalisme
Um Nyobè rejoint également l'Union des syndicats confédérés du Cameroun (USCC), soutenue par la CGT, dont le secrétaire général est le Français Maurice Soulier et le secrétaire général adjoint administratif Léopold Moumé Etia,. Dans les colonies, les revendications syndicales se mêlent inévitablement à la question du colonialisme ; les syndicats militent pour l'égalité salariale entre travailleurs blancs et indigènes, pour la fin des discriminations dans les promotions et finalement contre les relations d'autorité entre l’administration française et les populations camerounaises[réf. nécessaire]. En mai 1945, le Cercle d'études marxistes (devenu "Cercles d'études sociales et syndicales") s'oriente vers la création d'un « mouvement national camerounais avec comme objectif l'indépendance ».
Rapidement, deux événements accélèrent le développement d'un sentiment nationaliste et anticolonial. En septembre 1945, à Douala, des colons ouvrent le feu sur une manifestation de grévistes la faisant dégénérer en émeute. Les affrontements s'étendent et un avion est même utilisé pour mitrailler les émeutiers[réf. nécessaire]. Officiellement, selon les autorités coloniales, le bilan serait de huit morts et vingt blessés. Selon l'historien Richard Joseph, en réalité, les morts se compteraient en dizaines[réf. nécessaire]. La répression qui s'ensuit contre l'USCC et contre ses dirigeants Soulier et Moumé Etia, conduit une nouvelle génération de militants à en assumer la direction. Um Nyobè devient le secrétaire général du syndicat en 1947.
Le second événement majeur est la création du Rassemblement démocratique africain. Um Nyobè est présent à Bamako avec Léopold Moumé Etia, en septembre 1946, pour le premier congrès du parti, en tant que représentants de l'USCC. De retour au Cameroun, l'USCC travaille à la création d'un parti camerounais suivant cette dynamique, qui aboutit à la fondation de l'Union des populations du Cameroun (UPC) par des syndicalistes de l'USCC, la nuit du 10 avril 1948 dans un café-bar de Douala. S'il n'est pas présent lors de la fondation de l'UPC, Um Nyobè en est néanmoins propulsé à la tête au mois de novembre 1948, à la suite du désistement de Léopold Moumé Etia qui a refusé de prendre la tête du Parti et a proposé son nom.

### Engagement dans l'UPC
Le parti se dote ensuite d'une branche féminine en 1952, l'Union démocratique des femmes camerounaises, notamment pour lutter contre les discriminations spécifiques aux femmes, puis d'une organisation de jeunesse en 1954, la Jeunesse démocratique du Cameroun. Il insiste particulièrement sur « les efforts à déployer pour élever le niveau idéologique des militants et responsables », et des écoles du parti sont créées. Sur le plan organisationnel, il défend le renforcement des « comités de base » pour construire un parti agissant par le bas et préfère pour cette raison parler de « mouvement » plutôt que de « parti ».
En dépit de ses faibles moyens financiers, l'UPC diffuse trois journaux (La Voix du Cameroun, l’Étoile et Lumière) grâce à la mobilisation de ses militants. Il milite autour de trois thèmes principaux : l'indépendance nationale, la réunification de l'ex-Kamerun allemand et la justice sociale. Um Nyobè parcourt le territoire pour donner partout des conférences. Selon l'historien Louis Ngongo, « l'expérience syndicale de Ruben Um Nyobè lui donne un avantage indéniable sur d'autres leaders politiques. Au lien de s'envoler dans des théories fumeuses de liberté, d'indépendance..., le secrétaire général de l'UPC fait passer ses idées en assumant les préoccupations des manœuvres des villes et des paysans des brousses : le prix du cacao, comparé au prix du sel et des menus articles importés d'Europe, l'accroissent du chômage, l'insuffisance des hôpitaux et des écoles ».
L'administration coloniale cherche à le dénigrer en le présentant comme un agent du communisme international, ayant été formé « au-delà du rideau de fer, à Moscou, à Varsovie, à Prague. »[réf. nécessaire] Ces mensonges seront d'ailleurs repris par certains titres de presse en France y compris après sa mort[réf. nécessaire].
Um Nyobè s'oppose au tribalisme et à son instrumentalisation par le colonialisme comme facteur de division : « une telle situation nous impose de rompre avec un tribalisme périmé et un régionalisme rétrograde qui, à l'heure actuelle comme dans l'avenir, représentent un réel danger pour l'épanouissement de cette nation camerounaise »[réf. nécessaire]. Cette approche le conduit aussi à s'opposer aux intégrismes religieux, ainsi qu'à dénoncer la discrimination envers les blancs. Opposé à la lutte armée et à la violence, il incite ses partisans à ne conduire que des actions pacifiques telles que les boycotts, les grèves et les manifestations[réf. nécessaire]. Jusqu'en 1955, signe de son emprise incontestée sur l'UPC, aucun colon n'est tué, pas même à l'occasion d'un débordement. En 1953, les meetings de l'UPC se terminent encore par l'hymne camerounais et par La Marseillaise, tandis qu'Um Nyobé répète ne pas confondre « le peuple de France avec les colonialistes français ».

### Interventions à l'ONU
Ruben Um Nyobè manifeste une grande confiance envers l'ONU, alors récemment créée, et envers le droit international. Le Cameroun, étant placé « sous régime de tutelle » selon le chapitre 12 de la Charte de l’ONU, n'est plus une colonie allemande, c'est l'un des « territoires qui peuvent être détachés d’États ennemis par suite de la seconde guerre mondiale » (article 77 de la Charte) sous mandat d’États membres des Nations unies. Dans ce cas les autorités chargées de l'administration de la tutelle sont la France et le Royaume-Uni. Um Nyobè espère les utiliser afin d'éviter d'avoir à recourir à la violence pour gagner l'indépendance. Il multiplie les pétitions au Conseil de tutelle de l'ONU, organise des manifestations chaque fois qu'une mission de l'ONU se rend au Cameroun et intervient à trois reprises devant la commission de tutelle de l'ONU, entre 1952 et 1954.
Ses demandes de visa se heurtent à des mesures discriminatoires à l’ambassade des États-Unis à Paris[réf. nécessaire]. En 1952, il est bloqué à Paris pendant près d’un mois. C’est sous la pression et l’appui du Parti communiste (PCF), des intellectuels de gauche français, et de l’Union nationale des étudiants camerounais, que le visa lui est remis. Le visa arrive assez en retard et il n'assiste qu’aux dernières séances à l'ONU, après avoir été retenu encore plus de trois heures dans les locaux des services de l’immigration à l’aéroport de New York.
Ruben Um Nyobè plaçait la réunification en dehors de l’indépendance. Il estimait que l'unification, étant un prérequis à l’indépendance, devait se produire bien avant cette dernière. Il déclara ainsi dans son discours devant la 4e Commission de tutelle de l'Assemblée générale de l'ONU au mois de décembre 1952 : « il est question de demander à l'organisation des Nations unies de trouver de véritables solutions qui permettront aux Camerounais d'accéder à leur indépendance dans un avenir raisonnable, c'est- à-dire le plus proche possible. Et nous sommes modérés dans notre action. Nous ne demandons pas d'indépendance immédiate. Nous demandons l'unification immédiate de notre pays et la fixation d'un délai pour l'indépendance »,. Il reçoit le soutien de l'Union soviétique, des pays d'Europe de l'Est et de certains pays d’Amérique latine.

### Engagement au maquis
Il reconnaît le droit des peuples à la lutte armée ailleurs sur la planète, lorsque les circonstances l'imposent. Il salue ainsi les « luttes héroïques » menées par les Vietnamiens du Việt Minh et par les Algériens du FLN
.
Deux mois avant les émeutes de mai 1955, qui coûtèrent la vie d'après le bilan officiel à 25 personnes (2 Européens et 23 Camerounais dont un policier) et 62 policiers blessés ou à plusieurs centaines, il gagne le maquis et refuse de se présenter au tribunal le jour de l’audience de l’« affaire De Gelis contre Um »,. Le 13 juin 1955, l'UPC est interdite par le gouvernement français. Depuis le maquis, il crée, le 2 décembre 1956, au cours d’une réunion de responsables de l’UPC, une armée dénommée Comité national d’organisation (CNO). Le chef militaire en est Isaac Nyobè Pandjock, ancien combattant de la Seconde Guerre mondiale. En outre, il entreprend de mettre aussi en place une administration parallèle à l'administration coloniale. Cette administration entreprit d’établir des actes officiels tels que les actes de naissance, les actes de mariage, les cartes d’identité « kamerunaises », les titres fonciers, etc..
Paul Soppo Priso crée le 9 juin 1956, avec la collaboration secrète de Ruben Um Nyobè, un mouvement politique dénommé Courant d’union nationale. Le 23 décembre 1956, l’Assemblée législative du Cameroun remplace l’Assemblée territoriale du Cameroun et des élections législatives sont prévues, les candidats peuvent se présenter en leur propre nom. Le 28 novembre 1956 se tient à 10 km de la ville d’Ebolowa un congrès du Courant d’union nationale pour trancher de la participation de ses membres audit scrutin, à l’issue des débats, les partisans du boycott du scrutin par les Upécistes l’emportent sur ceux de la participation à celui-ci. À l'issue de ces élections, André-Marie Mbida, député du groupe parlementaire des Démocrates camerounais, qui deviendra plus tard le Parti des démocrates camerounais, est désigné chef de l'État et Premier ministre de l'État autonome du Cameroun sous tutelle des Nations unies par 56 voix contre 10. En raison des troubles, le scrutin ne s'est pas déroulé dans la région de Ruben Um Nyobè[réf. souhaitée].
Au lendemain des élections du 23 décembre 1956, selon certaines rumeurs, Pierre Messmer aurait suggéré l’organisation d’une élection partielle, tout spécialement pour Ruben Um Nyobè, afin de l’intégrer à l’Assemblée législative du Cameroun. Um Nyobè fait alors savoir, ne sachant si la rumeur dit vrai, qu'il lui est impossible d'accepter cette offre tant que l'UPC n'aura pas été légalisé, qu'une amnistie complète ne soit votée et qu'un comité national ne soit installée pour assurer la transition vers l'indépendance. Le 13 juin 1957, il publie une lettre ouverte au Premier ministre Mbida, sur les dangers que représente le tribalisme. L'évêque de Douala, Mgr Thomas Mongo, tente une médiation et va à la rencontre de Um Nyobè pour des pourparlers. Celui-ci déclare que les « institutions mises en place sont fantoches car l’UPC n’en a pas le contrôle » et exige d'être « désigné Premier ministre à la place d’André-Marie Mbida ». Il demande « que Pierre Messmer accepte une rencontre publique avec lui » et « que l’UPC forme un gouvernement d’union nationale ». Lors de la deuxième rencontre avec le prélat, il lui fait savoir que « le Comité central de l’UPC a siégé et qu’il a conclu que Ruben Um Nyobè ne peut accepter qu’une seule et unique chose : le poste de Premier ministre et rien d’autre ».
Or, c'est la coalition parlementaire Paysans indépendants, Union camerounaise (UC) et Démocrates camerounais (DC) qui gouverne. De plus, ces groupes parlementaires forment à eux seuls la quasi-totalité des députés à l'Assemblée législative. Une élection dans la région de Ruben Um Nyobè n'aurait pas changé le rapport de forces. De plus, Pierre Messmer ne peut juridiquement révoquer le Premier ministre André-Marie Mbida. En effet, d'après les statuts de l’État autonome du Cameroun, un haut-commissaire ne peut en aucun cas démettre un Premier ministre de ses fonctions.

## Assassinat

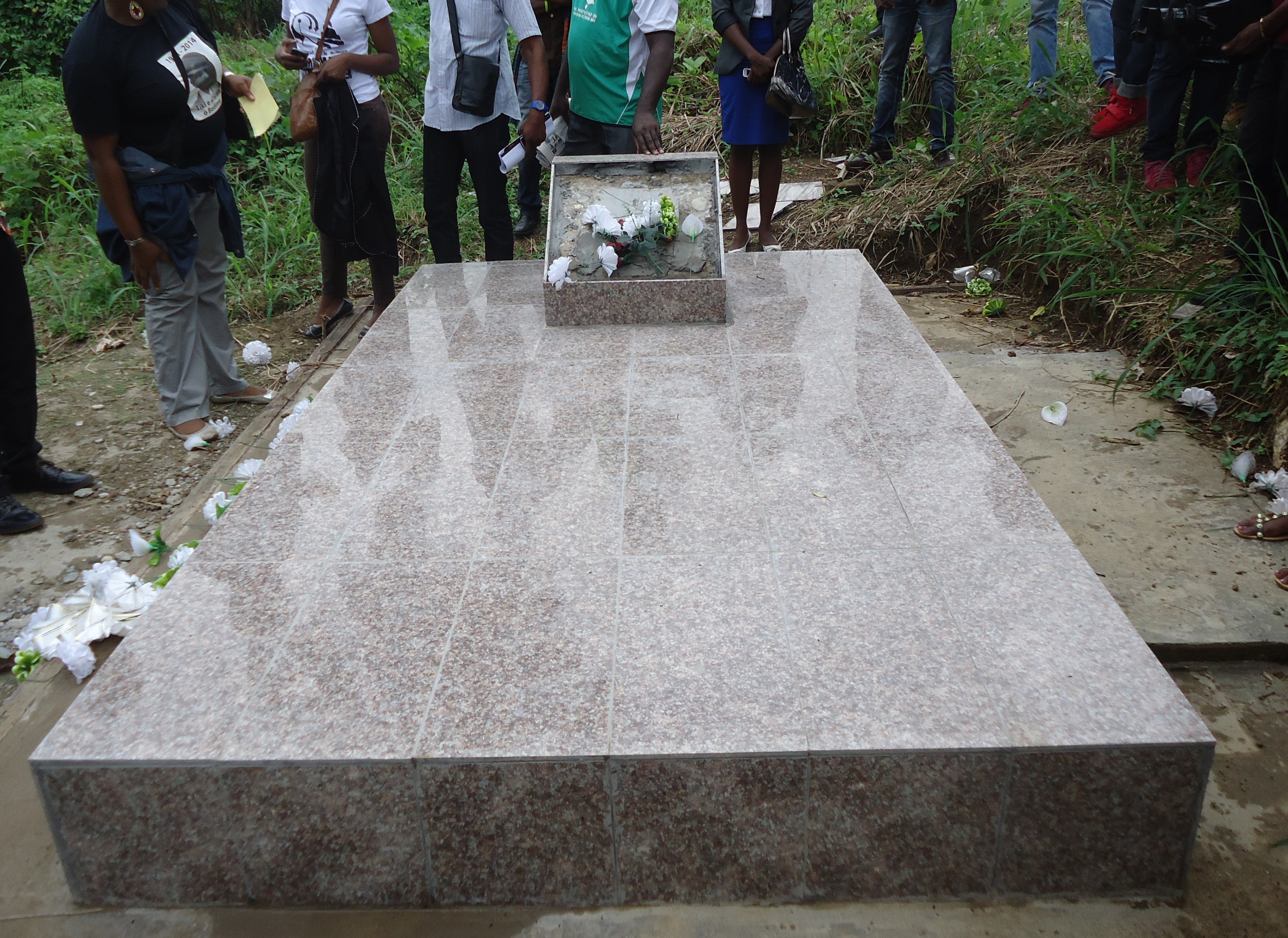
Pierre tombale d'Um Nyobe à Éséka.

Ruben Um Nyobè fut abattu par l'armée française le 13 septembre 1958 [réf. souhaitée] dans la forêt où il se cachait, après que les troupes coloniales françaises l'eurent localisé grâce à des informations obtenues par la torture d'une prisonnière. Après de longs mois de traque contre ses partisans, tous tués ou capturés les uns après les autres, son campement fut localisé début septembre 1958 par le capitaine Agostini, officier des renseignements et par Georges Conan, inspecteur de la sûreté. Um Nyobè fut abattu de plusieurs balles, tombant sur le bord d'un tronc d'arbre qu'il s'efforçait d'enjamber ; c'était près de son village natal, Boumnyebel, dans le département du Nyong-et-Kéllé dans une zone occupée par l'ethnie Bassa dont il était par ailleurs natif[réf. souhaitée].
Après l'avoir tué, les militaires traînèrent son cadavre dans la boue, jusqu'au village Liyong[réf. nécessaire]. Cela le défigura, sa peau, sa tête et son visage étant profondément mutilés. En travestissant à ce point sa dépouille, la force coloniale voulut « détruire l'individualité de son corps et le ramener à la masse informe et méconnaissable » écrit l’historien camerounais Achille Mbembe. C'est dans le même esprit, poursuit-il, qu'« on ne lui accorda qu'une tombe anonyme ». Aucune épitaphe, aucun signalement particulier n'y furent inscrits. Les autorités coloniales le firent enterrer sans cérémonie, coulé dans un bloc massif de béton.
Pour Charles Okala, ancien ministre et leader politique, qui s´est confié à Abel Eyinga trois années après la mort de Um Nyobè, « la décision de procéder à l'élimination physique de Ruben Um Nyobè avait été prise [en la présence de M. Okala] dans la ville de Batschenga, au cours d´une réunion à trois, Ahmadou Ahidjo, Moussa Yaya Sarkifada et lui, Charles Okala. » Le rapport de la Sureté indique que « Tous les habitants étaient absolument consternés. À Éséka, la tristesse se lisait sur la plupart des visages. »

## Postérité

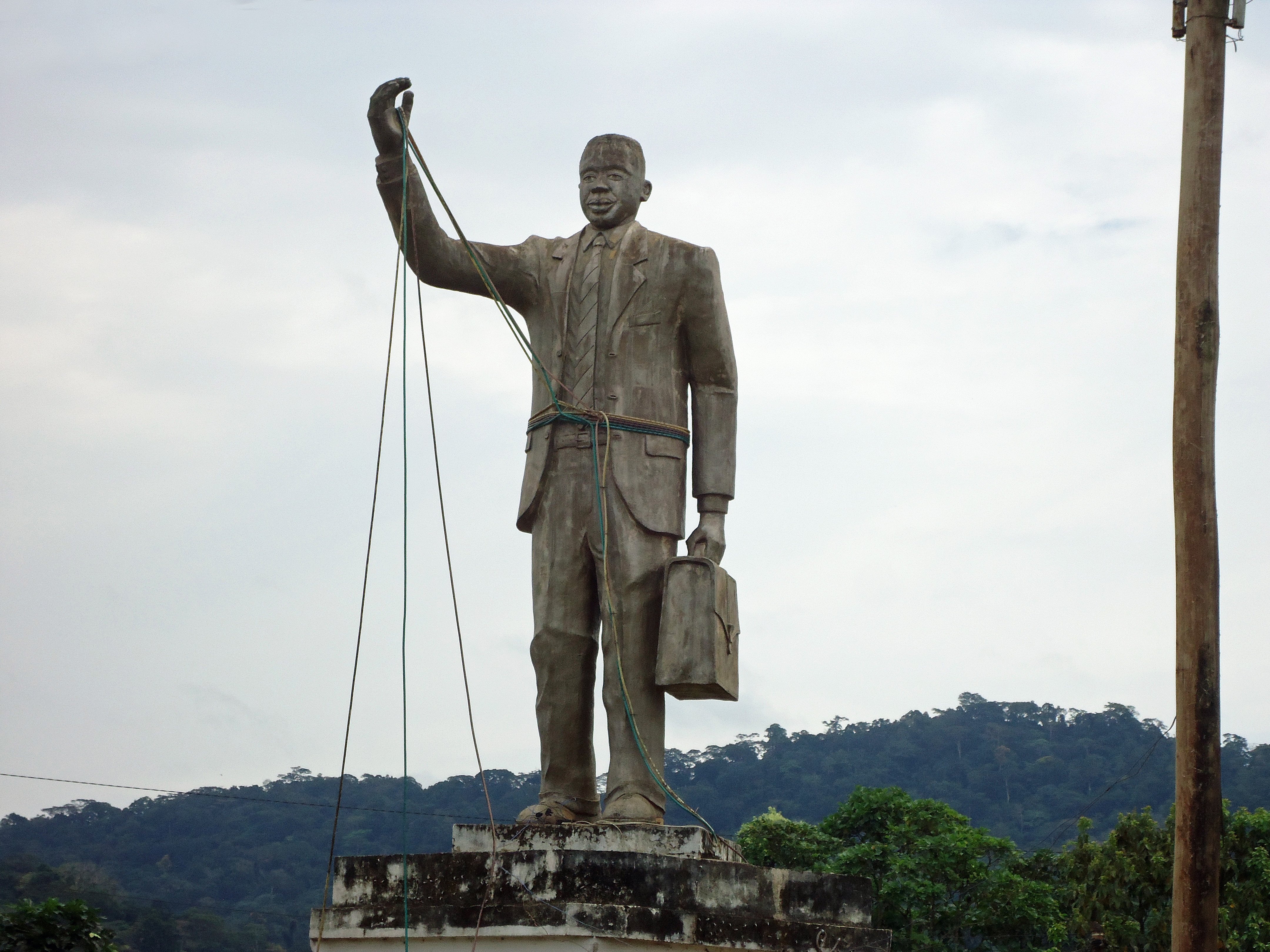
Monument à Éséka.

Jusque dans les années 1990, toute évocation de Ruben Um Nyobè était interdite. La loi camerounaise no 91/022 du 16 décembre 1991 le réhabilitera, celui-ci ayant « œuvré pour la naissance du sentiment national, l'indépendance ou la construction du pays, le rayonnement de son histoire ou de sa culture,». Aux termes de l'article 2 de la loi précitée, « la réhabilitation (...) a pour effet de dissiper tout préjugé négatif qui entourait toute référence à ces personnes, notamment en ce qui concerne leurs noms, biographies, effigies, portraits, la dénomination des rues, monuments ou édifices publics ».
Le gouvernement français annonce aux Camerounais, maintenant que « l’hypothèque Um Nyobè » est levée, qu’elle accordera l’indépendance à leur pays le 1er janvier 1960. La dictature d’Ahmadou Ahidjo, soutenue par le gouvernement français, interdit toute référence à Ruben Um Nyobè et à l’UPC.
Aujourd'hui, si Ruben Um Nyobè est presque oublié en France, il est au Cameroun l’objet d’une immense admiration. Après la répression des émeutes de février 2008, l'universitaire et militant Achille Mbembe estime que le Cameroun doit réussir à « réveiller le potentiel insurrectionnel » que Ruben Um Nyobè avait en son temps su allumer.
Depuis le 22 juin 2007, un monument à sa mémoire a été érigé au carrefour Abbé Nicolas Ntamack à Éséka. Le monument, conçu par le lieutenant-colonel Maurice Teguel, architecte, fut réalisé par Jacques Mpeck Tedga. Il est constitué d’une statue de 6 m de hauteur, placée sur un socle de 5 m pesant 20 tonnes dans un jardin public de 400 m². Ce monument représente l’arrivée de Ruben Um Nyobè à la gare d’Éséka en 1952 alors qu’il revient d’un sommet de l’ONU[réf. souhaitée].
Le 8 mars 2019, le chanteur camerounais Blick Bassy sort son album 1958 en mémoire d'Um Nyobé.